# BMW
拜仁引擎制造厂股份有限公司（德語：Bayerische Motoren Werke Aktiengesellschaft， 缩写为BMW AG或BMW，中国大陆和港澳地区又称寶馬），是德國一家跨國豪华汽車、機車和引擎製造商，總部位於德国巴伐利亞州的慕尼黑。
集團除了以“BMW”作為品牌商標銷售各式汽车与摩托车外，也收購過多家外国汽车公司。目前BMW集团是BMW、MINI、Rolls-Royce三個品牌的拥有者。2021年BMW集团在全球共交付2,521,514辆汽车，其中新能源车占比13%达328,314辆。2023年，在福布斯全球企業2000強中排名第46。BMW經常与奥迪、奔驰一同並列為德国三大豪华汽车制造商。它标志的设计取材于德国巴伐利亞邦的邦徽。

## 历史

### 萌芽時期

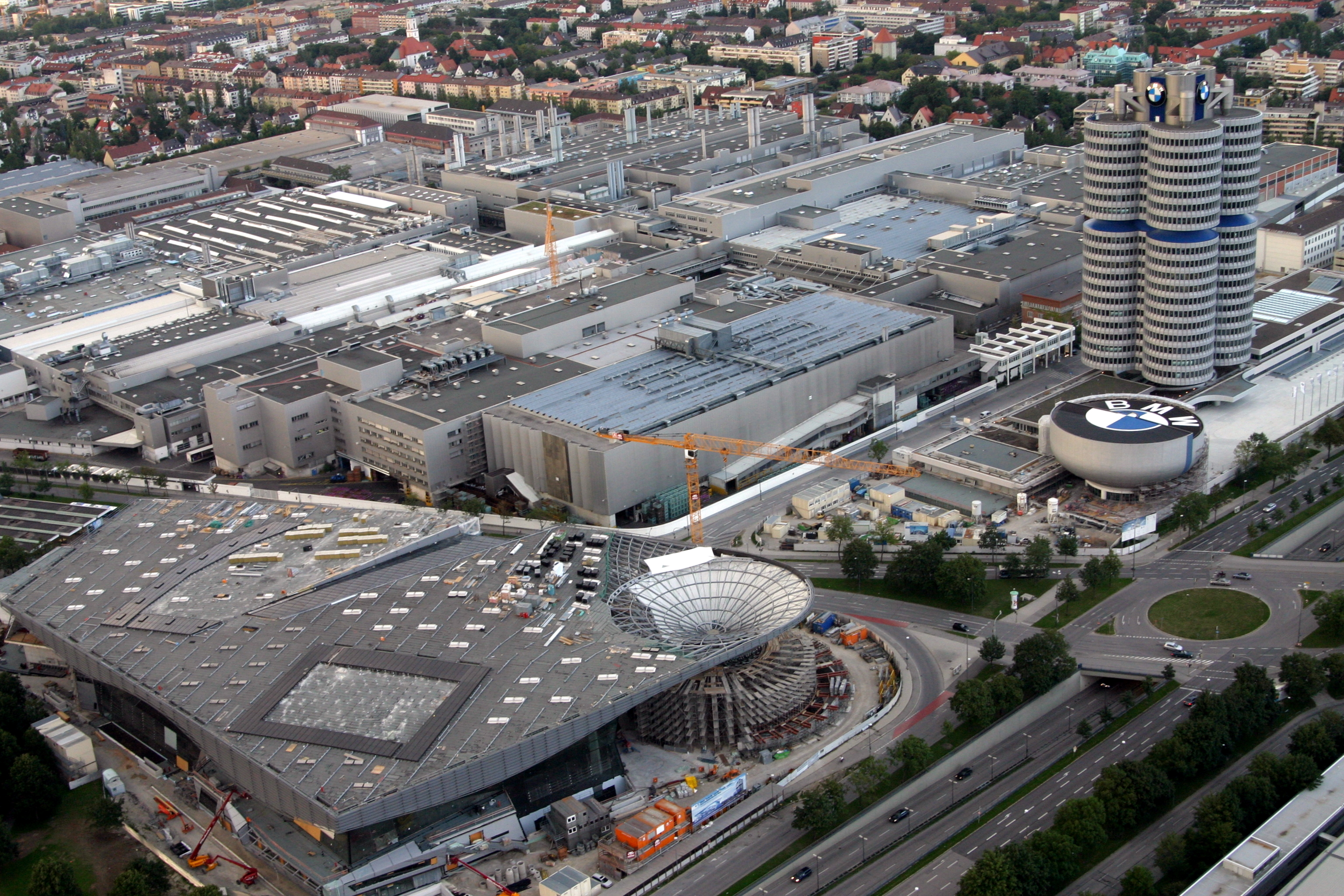
位於德國慕尼黑北郊的BMW公司總部大廈

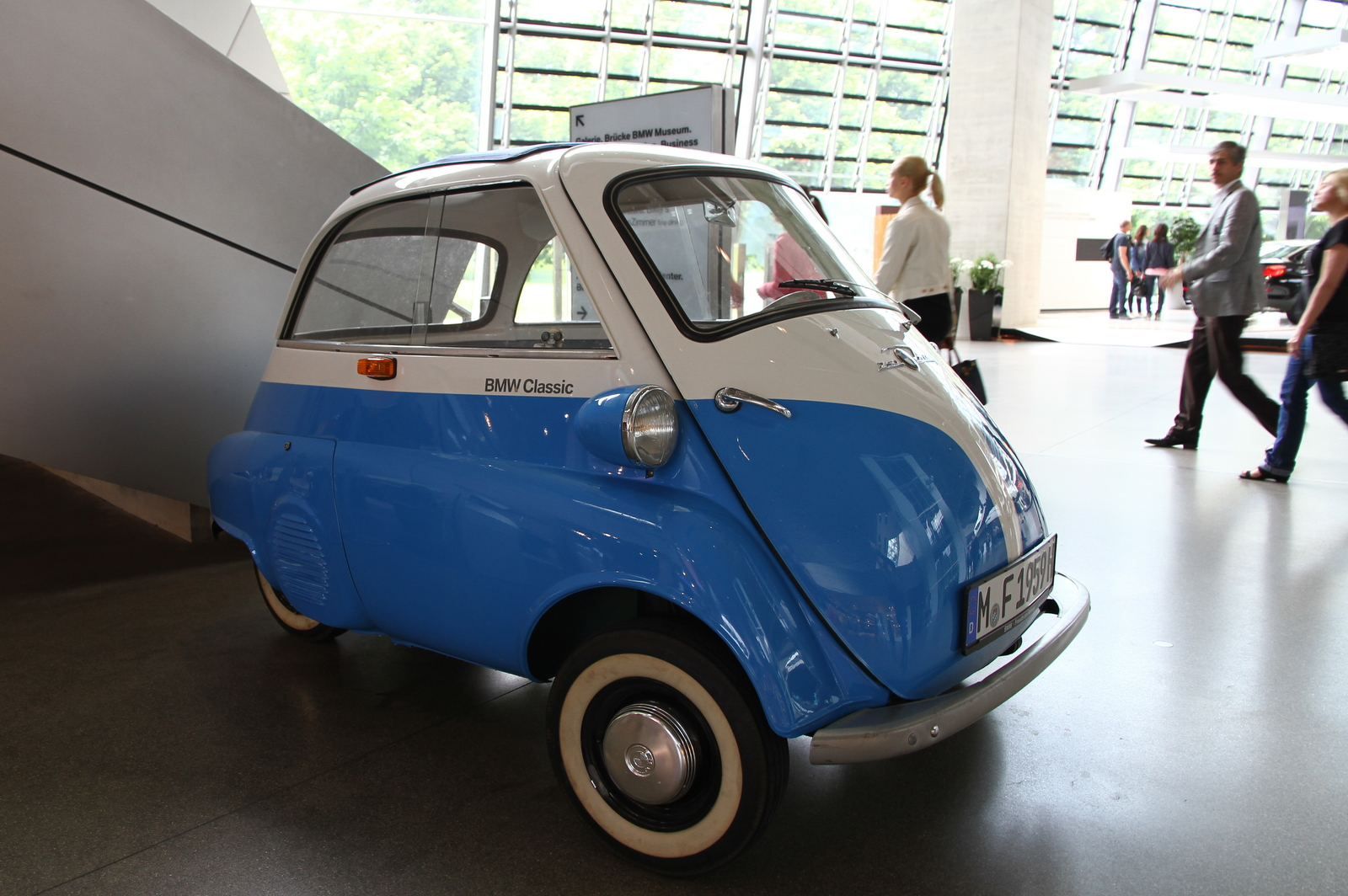
BMW Isetta

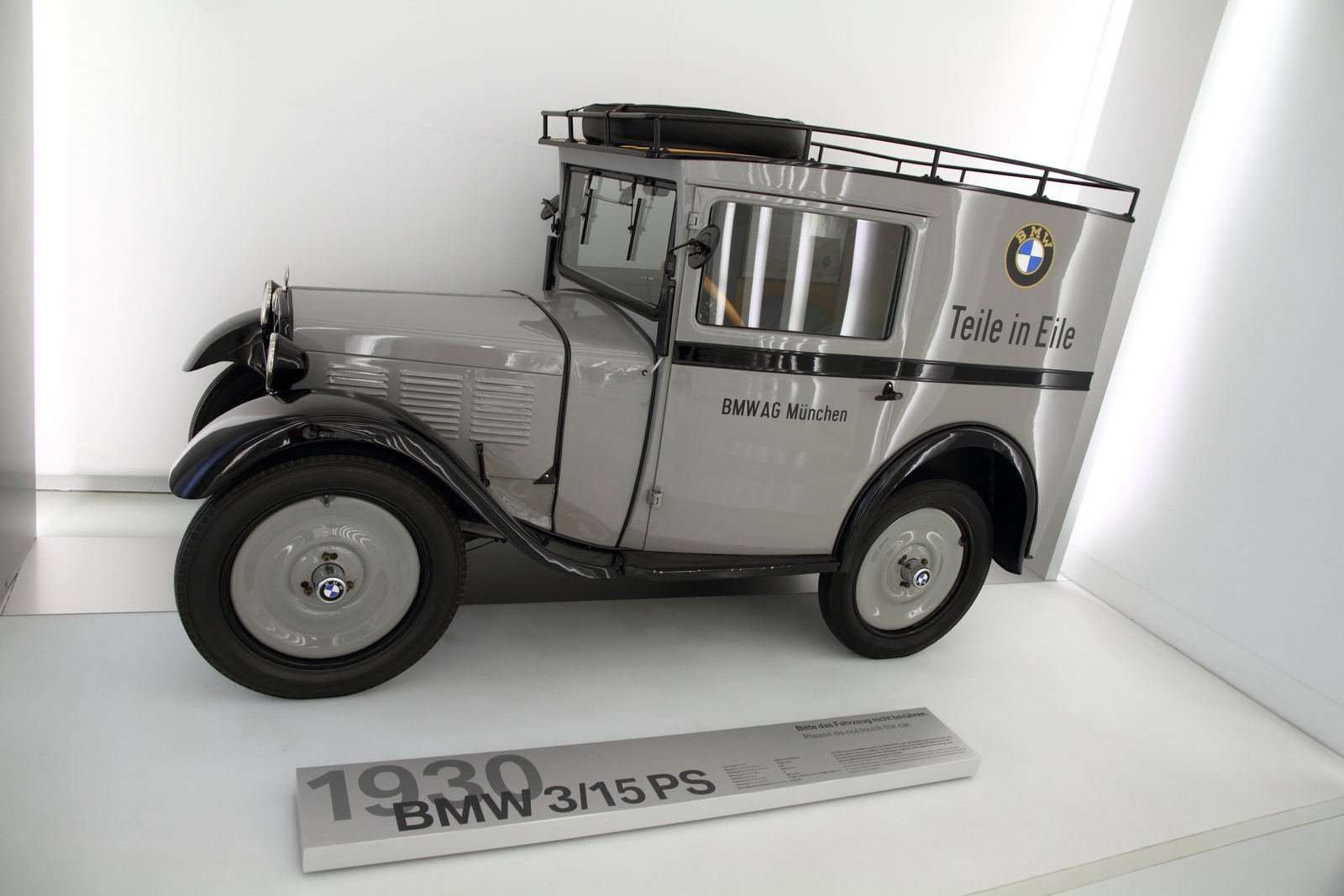
史上第一辆汽車（BMW Dixi）

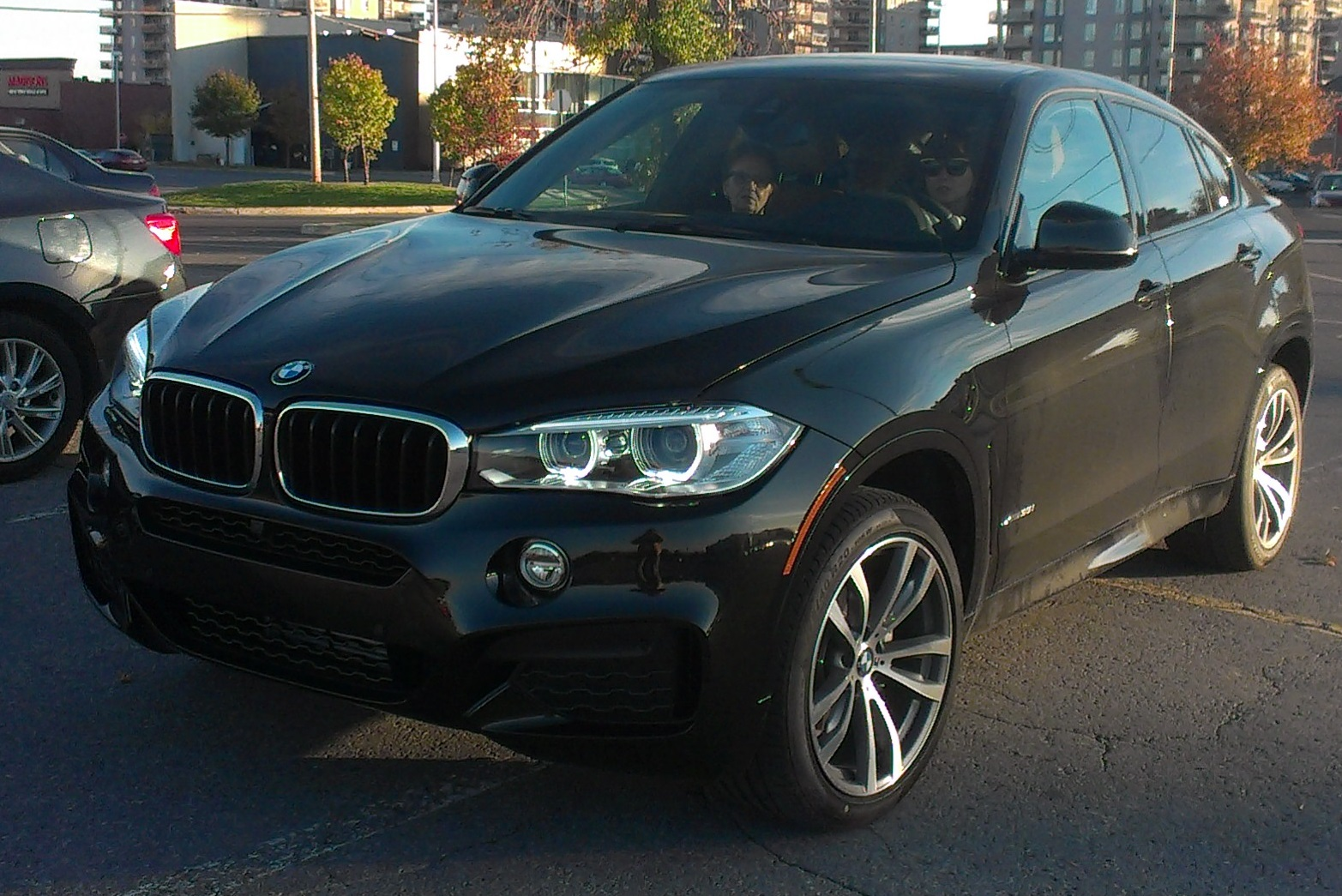
BMW X6（2015）

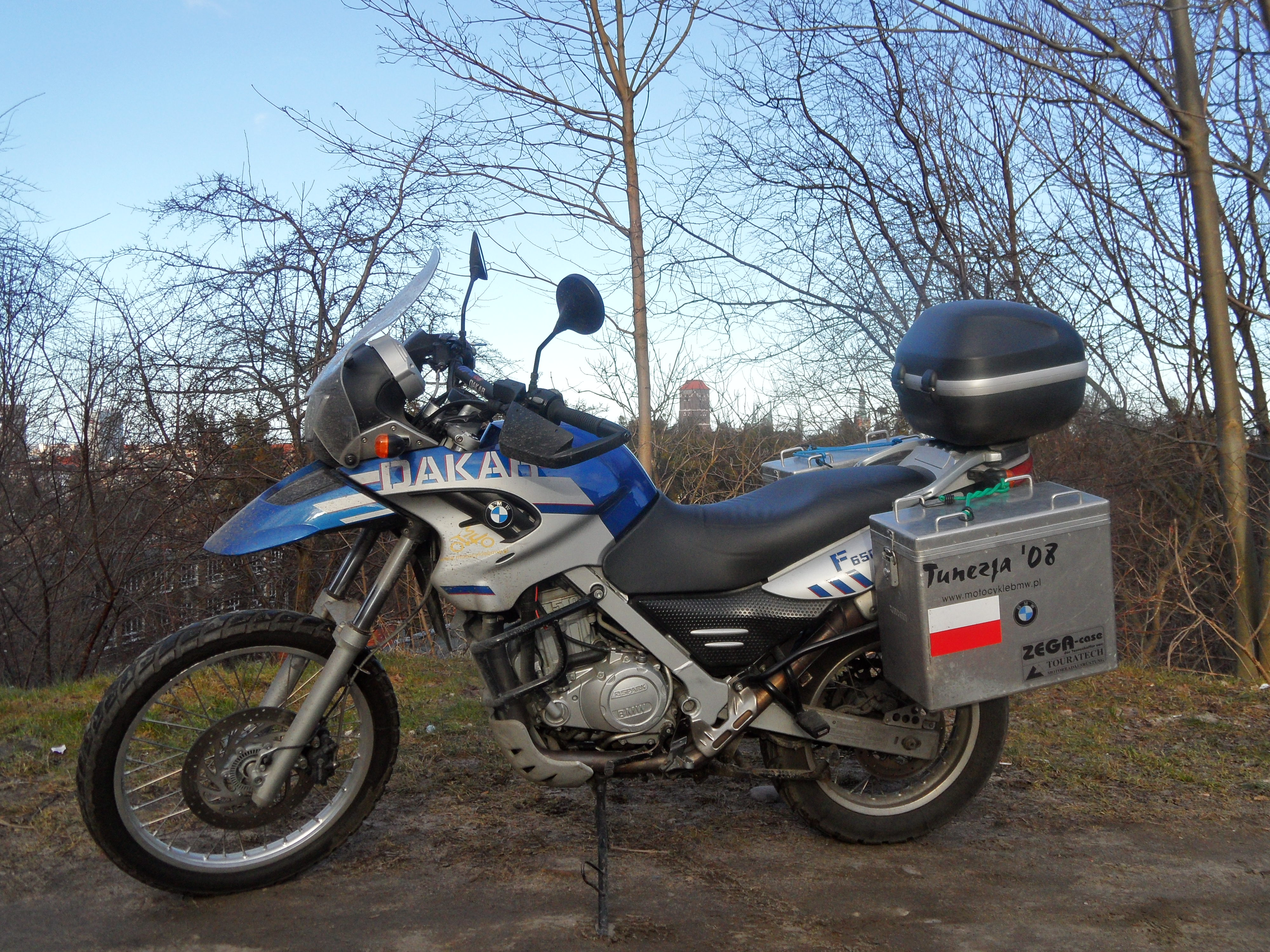
BMW F 650 GS Dakar (2004)

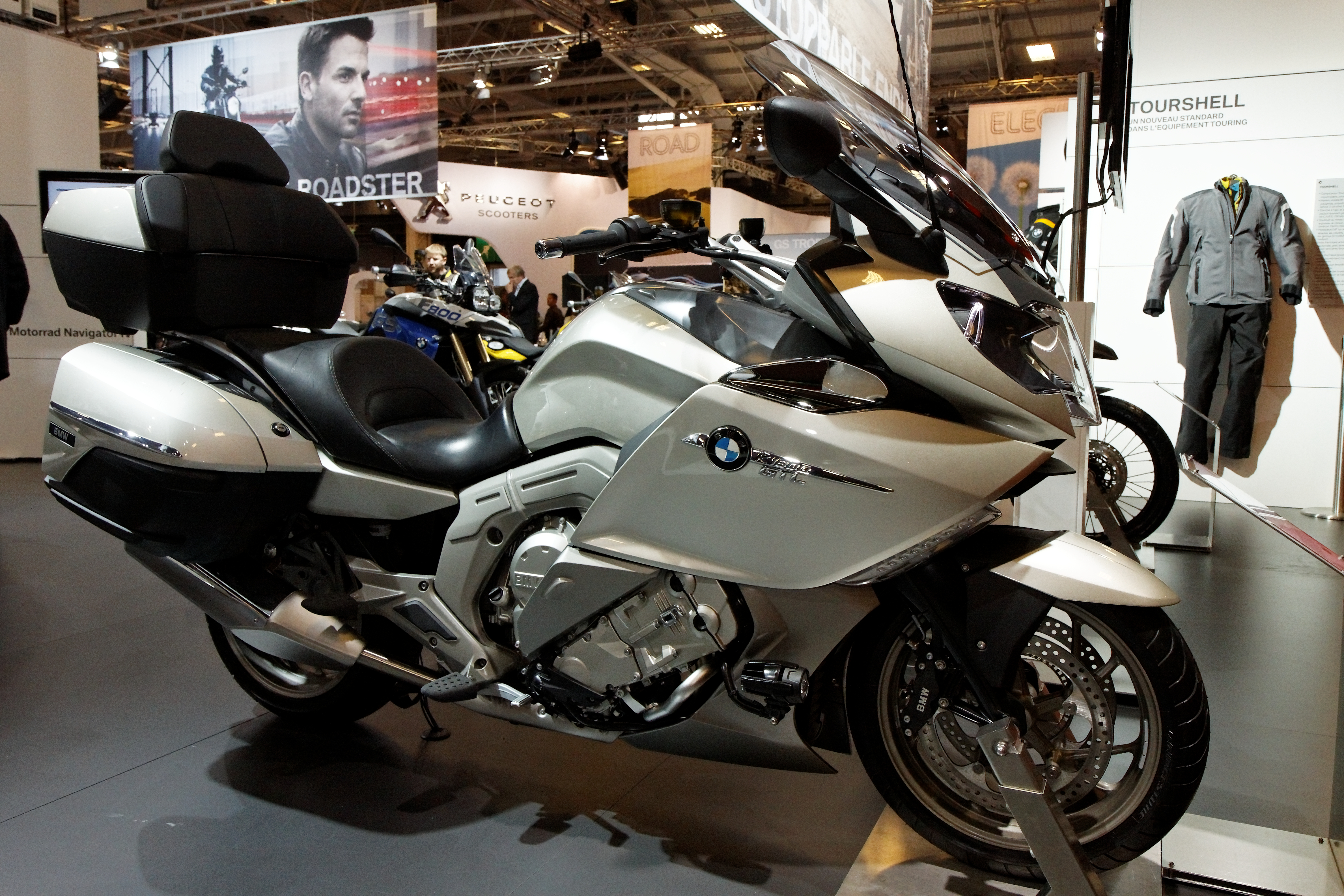
BMW K1600GTL（2011）

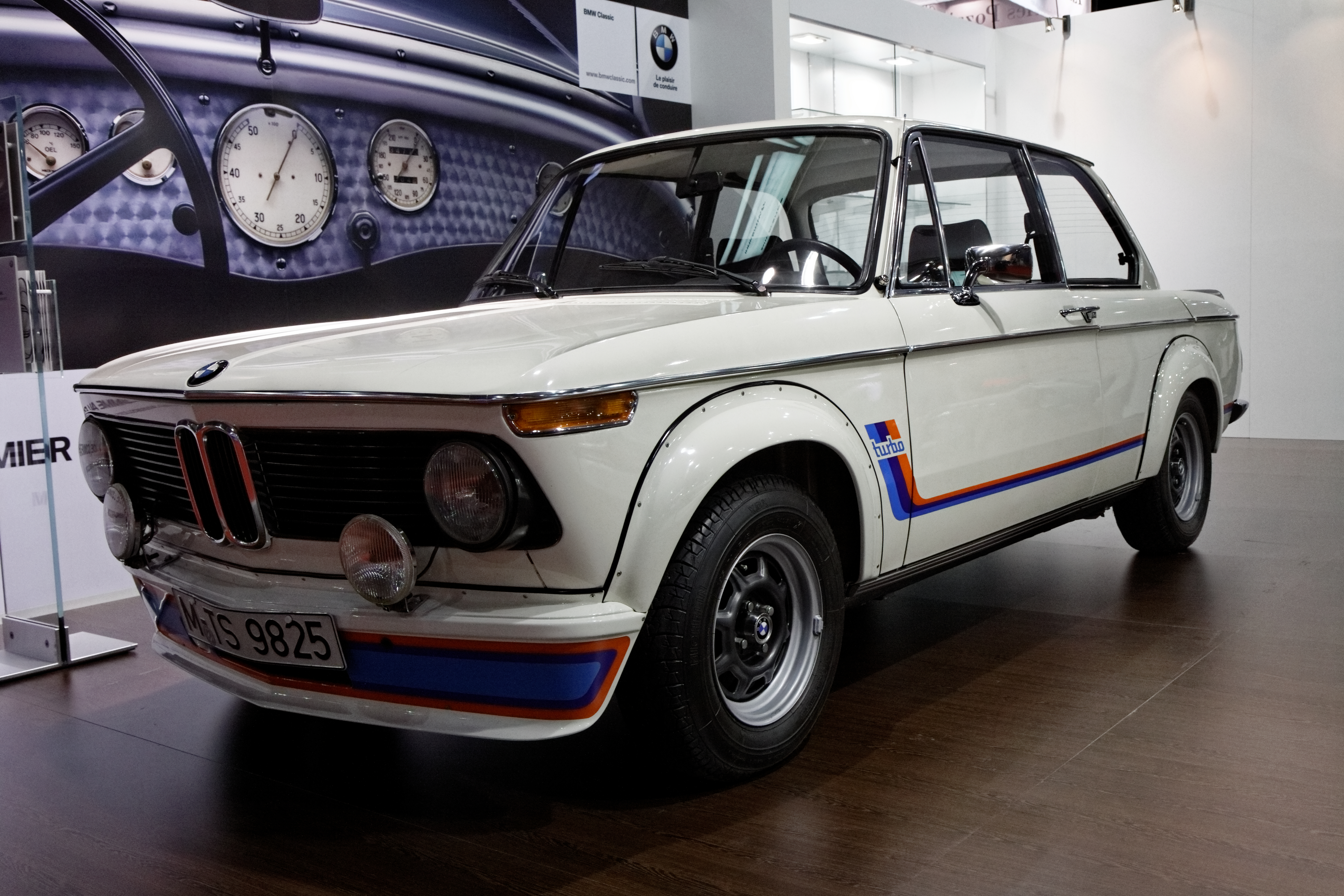
BMW 2002（1974）

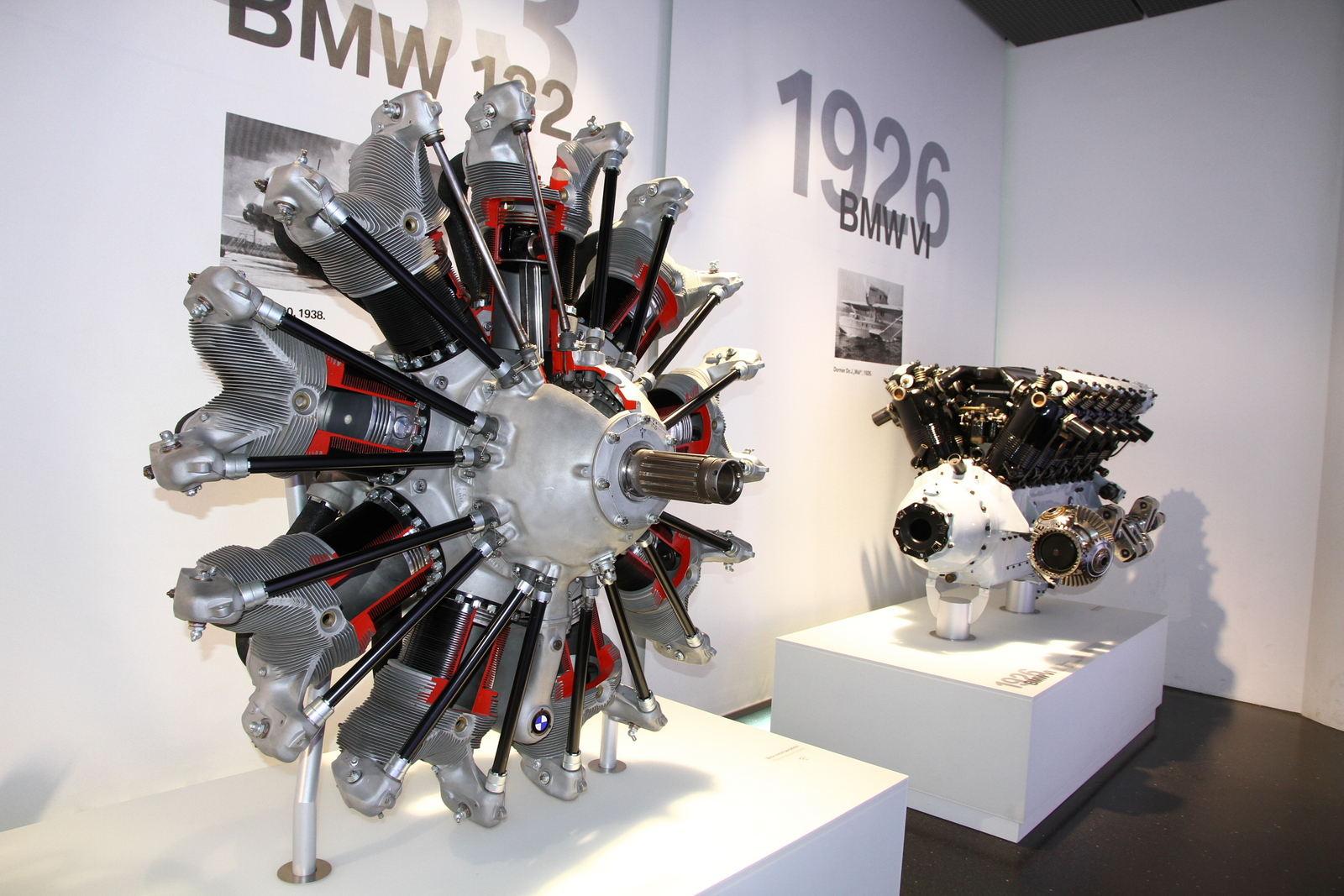
132引擎

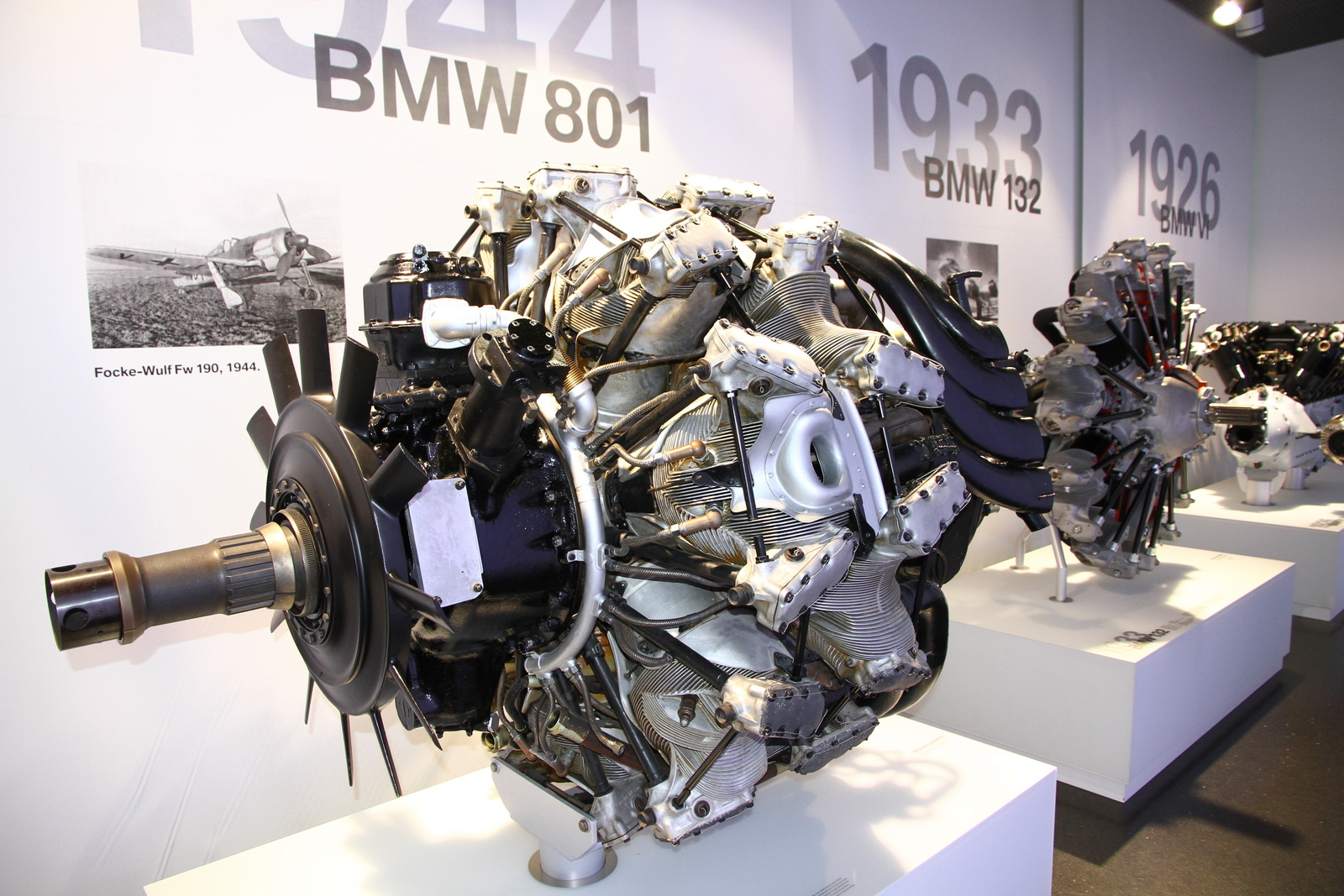
801引擎

BMW的創始人卡爾·拉普（Karl Friedrich Rapp）於1913年4月29日利用一座位於德國慕尼黑近郊原本一家是製造腳踏車的工厂厂房設立了拉普引擎製造廠（Rapp-Motorenwerke），專門製造航空用引擎。同年，古斯塔夫·奧圖（Gustav Otto）也在附近創立了古斯塔夫奧圖航空機械製造廠（Gustav Otto Flugmaschinenfabrik），古斯塔夫事實上就是著名的尼可勞斯·奧古斯特·奧圖（Nikolaus August Otto），即四行程汽油引擎發明者的兒子。
古斯塔夫·奧圖稍後與人合資，於1916年3月7日創立了巴伐利亞飛機製造廠，並且將自己創立了三年的工廠併入這家新廠。同年，拉普也獲得銀行家卡米羅·卡斯提李奧尼（Camillo Castiglioni）與馬克思·弗利茲（Max Friz）的資助大幅擴張規模，但卻因為評估錯誤過度擴張導致營運不善，致使拉普在11月14日時黯然離開。
他的合伙人找到奧地利金融家佛朗茲-約瑟夫·帕普合作接下了引擎廠的業務，於1917年7月20日將工廠改名為巴伐利亞發動機製造股份有限公司（Bayerische Motoren Werke GmbH，縮寫為），由帕普擔任首任總裁。當時時值第一次世界大戰期間，身為軍需供應廠商的BMW特別在慕尼黑郊區的歐伯維森菲爾德（Oberwiesenfeld）軍機場附近設置了大型的工廠，持續地替軍方製造軍機引擎直到1918年為止。1918年8月13日，BMW改制為股票公開上市的股份公司型態（BMW AG），確立了之後蒸蒸日上的公司規模。
1922年時BMW合併了BFW，成為今日我們所熟悉的BMW。但在追溯該公司歷史時，公司的官方說法是以BFW的創廠時間為準，也就是1916年3月7日作為BMW的創廠日。
BMW的第一具航空引擎作品是1917年時投產的Type IIIa，這是一具水冷設計的直列六缸引擎，使用了公司合夥人之一的弗利茲所開發的高空用化油器，縱使在高海拔環境中也能發揮引擎的最大輸出。1919年時，BMW將一具該廠生產的Type IV直列六缸引擎安裝到一架DFW雙翼飛機上，由佛朗茲·契諾·迪默（Franz Zeno Diemer）駕駛，在慕尼黑奧林匹克公園（今日BMW總部所在地）上空創下9,760公尺高的飛行高度紀錄。

### 從天上轉戰兩輪
1918年第一次世界大戰結束，根據凡爾賽條約的規定，德國境內禁止製造飛機，嚴重打擊了正在成長中的德國航空工業，也迫使BMW轉為製造鐵道用的制動器，並開始發展機車用的引擎，為走入造車的第一步。
1920年，由馬丁·史托爾（Martin Stolle）設計的M2 B 15引擎，成為BMW生產的第一具機車用引擎。1923年弗利茲設計了排氣量500 cc.的R32型機車，有別於之前幾款機車產品都是採用鏈條傳動的設計，R32是第一輛採用軸傳動的BMW機車，而且搭載了水平對臥二缸引擎，它的配置成就了BMW機車最知名的特色，一直到今日我們仍可以從該廠的R系列機車上看到此種設計。BMW在R32上首次啟用了代表巴伐利亞邦的藍白方格旗廠徽，并且沿用至今。
1929年9月19日，機車手恩斯特·海納（Ernst Henne）騎乘著一輛排氣量750 cc.的新型BMW機車，在慕尼黑創下216.75km/h的世界紀錄。之後他又持續多次打破世界高速紀錄，其中以1937年時創下的279.5km/h最驚人，該紀錄連續保持了12年之久才有人打破。

### 邁向四輪產品領域
1927年時，位於德國圖林根邦埃森納赫市的埃森納赫車廠，獲得英國奧斯汀車廠的授權，開始製造該廠著名的Austin 7車款之德國版本，掛上Dick（迪克）的品牌銷售。隔年，BMW以1600萬馬克的價格，併購了該廠，也因此獲得Dixi 3/15 PS這款車的生產權利，成為該廠第一輛汽車產品。這輛車在經過BMW修改之後以改良版DA2的身分上市，DA意指（德國製造）之意，登場後大受好評，在短短三年左右的生產期中就賣出18,976輛之多。
至於1932年時登場的3/20 PS（又稱為，「慕尼黑生產、四檔變速」之意），則是第一輛BMW自製的汽車產品。改良自Dixi的這款車搭載一具782 cc.的直列四缸引擎，擁有20hp/3500rpm的最大馬力輸出，與80km/h左右的極速，並且在同年於巴登-巴登舉行的優雅汽車展（Concours d'Elegance）中獲得優勝。
1933年登場的BMW 303，是真正最具有關鍵代表性的一款車，它開創了兩樣BMW一直到今天為止都還維持著的傳統。其一，它是BMW第一款搭載直列六缸引擎的汽車，其二，該車款首度在車頭部份採用了著名的「雙腎」水箱護柵造型，雖然經過歷代的改款這雙腎造型也多經修改，但基本的造型基調卻一直到今日都沒有改變過。
BMW對技術研究十分重視，在專業媒體測試中BMW引擎的馬力輸出往往比同級車高，然後又能保持優良的精緻度與低噪音，底盤操控性專業評價也常比同級車傑出，這些駕駛樂趣是BMW能在後來被公認與賓士並駕齊驅的原因。

### 戰後至今
在東德的寶馬公司艾森納赫發動機製造廠被東德國營化。現在寶馬有意把所有的轎車都赋予跑車色彩，消弭跑車和轎車的分別。
2018年10月11日BMW公司斥資36億歐元（約326億港元，290億元人民幣）增持與華晨中國汽車組成的合資企業華晨寶馬25%股權，交易完成後宝马集团的持股比例將由現時的50%增至75%，此外，合資公司的合同期限將從原來的2028年延長至2040年。

## 所有車款

使用於車上的商標

### 汽車產品
BMW的汽車產品是以車系作為分類基礎，每個車系之下再依照各車款引擎、驅動系統與配備等級的細節差異，各自有各自的車款名（例如760Li、645Ci、330iX）。由於近代的BMW車系都是以同樣的名稱，一代一代改款传承下去，因此往往會發生車名相同但車代其實前後有差的情況，為了避免混淆一般常以車廠內部的車系代號來輔助稱呼（雖然在商業上，BMW原廠並不直接公開使用車系代號），因此常可聽到E36 318i、E60 M5這樣的稱呼方式來區分BMW的各種車型。

#### 轎車系列
| 系列             | 圖片 | 生產年份             | 車體風格                                                                                |
| ---------------- | ---- | -------------------- | --------------------------------------------------------------------------------------- |
| 1系              |      | 2004年至今           | 小型掀背車                                                                              |
| 2系              |      | 2014年至今           | 小型四門轿跑车                                                                          |
| 2系Active Tourer |      | 2014年至今           | 多功能休旅車                                                                            |
| 3系              |      | 1975年至今           | 小型主管級轎車系                                                                        |
| 4系              |      | 2014年至今           | 双门轿跑车(G22)/双門敞篷跑车(G23)/4門轎跑車(G26)                                        |
| 5系              |      | 1972年至今           | 中型行政轎車                                                                            |
| 6系              |      | 1976-1989/2003年至今 | 中大型轎跑車系列，分別有雙門轎跑車（E24、F13）、敞篷跑車（F12）、四门轿跑车（F06、G32） |
| 7系              |      | 1977年至今           | 大型豪華房車系列                                                                        |
| 8系              |      | 1990-1999/2019年至今 | 4門轎車/2門轎跑車及敞篷車                                                               |

### SUV系列
| 型號 | 圖片 | 生產年份   | 車體風格                     |
| ---- | ---- | ---------- | ---------------------------- |
| X1   |      | 2009年至今 | 小型SUV                      |
| X2   |      | 2017年至今 | 小型SUV                      |
| X3   |      | 2003年至今 | 小型五門SUV                  |
| X4   |      | 2014年至今 | 轎跑休旅車                   |
| X5   |      | 1999年至今 | 中型五門休旅車系             |
| X6   |      | 2007年至今 | 跨界休旅車、運動型多用途車系 |
| X7   |      | 2019年上市 | 大型豪華SUV                  |

### 電動車系列
- BMW i
- i3：車系代號i01，2014上市，4門都市電動汽車。
- i8：車系代號i12，2014上市，油電混合跑車。

### 其他系列
- BMW Z
- Z4：車系代號G29，2019年上市，fun car雙座敞篷跑車。
- BMW GT
- 3系列GT（3er-Gran Turismo，3 Series Gran Turismo）：車系代號F34，2013年上市，小型混合運動型轎車及SUV的新型跨界休旅車。
- 6系列GT（6er-Gran Turismo，6 Series Gran Turismo）：車系代號G32，2018年上市，中型混合運動型轎車及SUV的新型跨界休旅車。
- 概念車：車型Gina，未上市，BMW所開發的新型概念車，又BMW設計的特殊纖維布料所包覆。
- 油電混合車：車型Efficient Dynamics，未上市，爲了符合現代省油的趨勢而製造。

#### M車系

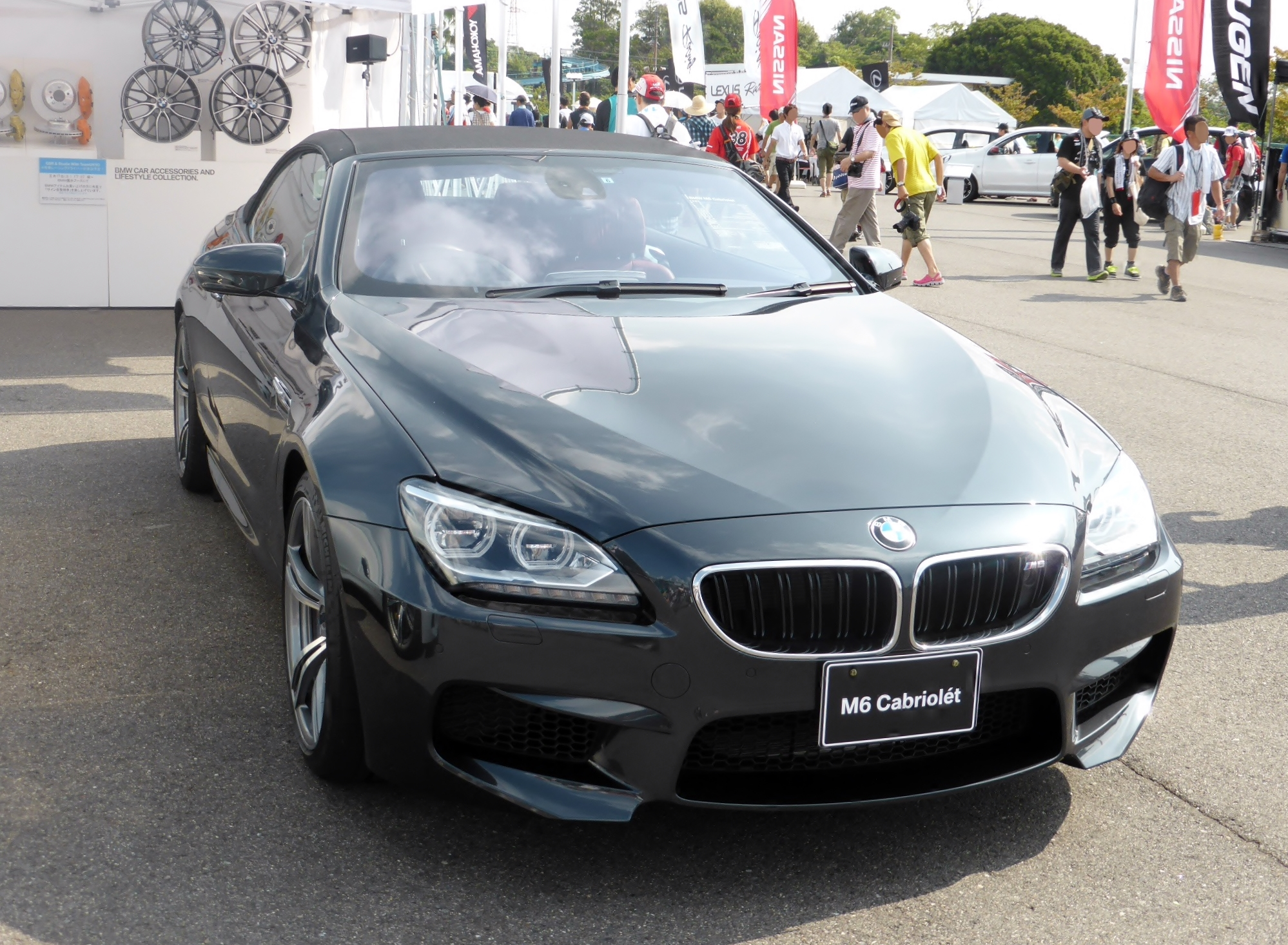
BMW M6 F12

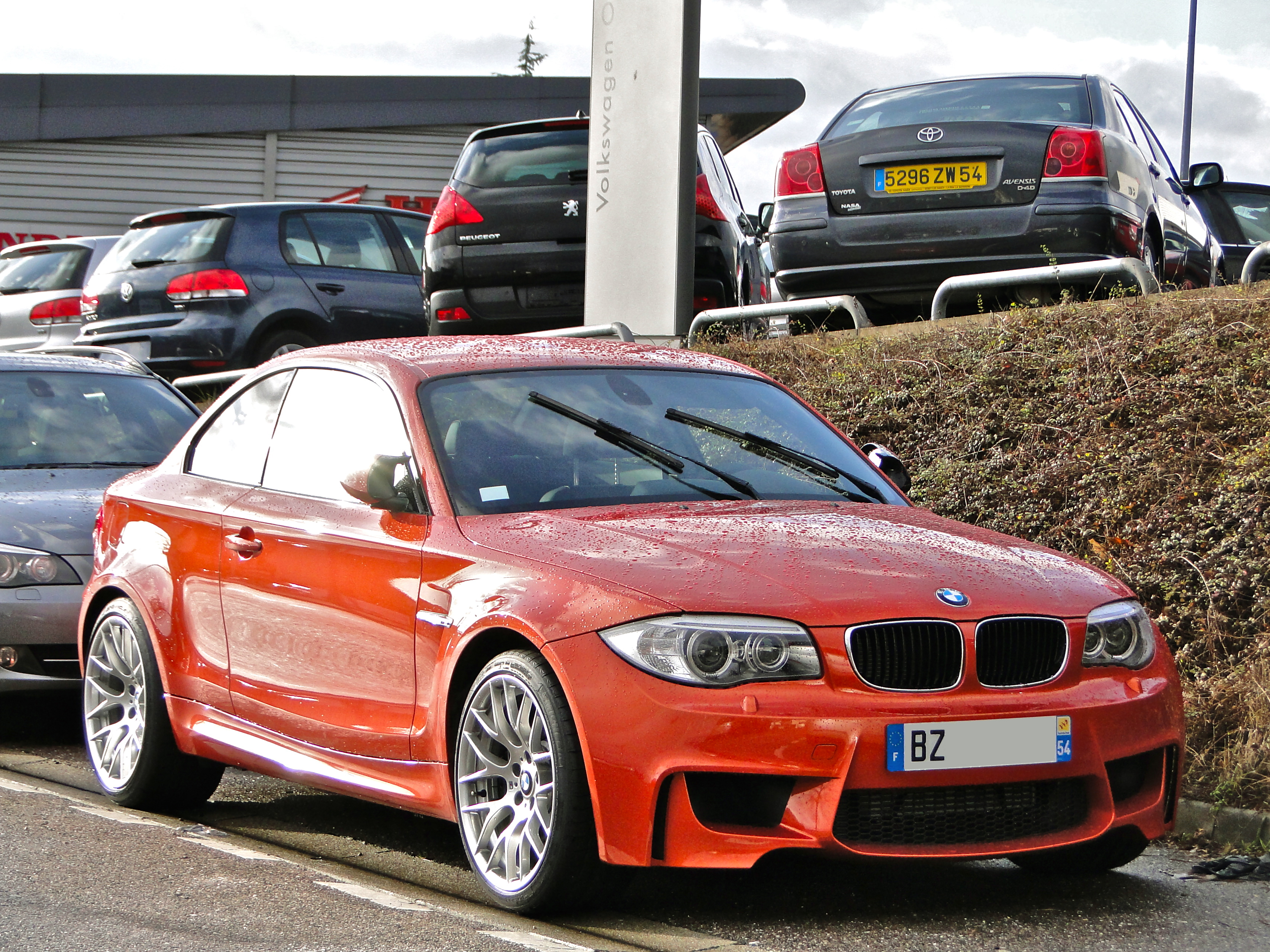
BMW 1系列M Coupé

M車系是BMW旗下的高性能車種家族，由直屬於BMW集團的子公司BMW M公司（德語：BMW M GmbH，其獨立設置公司之前原本是BMW M部門）負責設計生產，除了少數幾款特例外，M車系的產品大都是以BMW原有的各車系車款為基礎，再加上由M公司特別開發的高性能引擎、傳動系統、空氣動力套件與其他方面的性能版零件與調校之後，獨立而成的高性能版本。而除了整車生產的高性能版車型之外，M公司也負責開發製造BMW旗下各車系專用的高性能售後改裝用套件。
現行的M車系產品包括：
- M2
- M2 Competition
- M2 CS
- M3
- M4
- M4 GTS
- M5
- M5 Competition
- M6
- M6 GTS
- X3 M Competition
- X4 M Competition
- X5M
- X6 M
- M8
- M8 GTE
- M8  Competition

i車系（即電動車）
- i3
- i4
- i8

#### 停產車款
| 型號               | 圖片 | 生產年份             | 車體風格       |
| ------------------ | ---- | -------------------- | -------------- |
| 3/15               |      | 1927–1932            | 經濟型汽車     |
| 3/20 PS            |      | 1932–1934            | 緊湊型轎車     |
| 303                |      | 1933–1937            | 緊湊型轎車     |
| 328                |      | 1936–1940            | 開篷車         |
| 326                |      | 1936–1941；1945–1946 | 中型豪華車     |
| 327                |      | 1937–1941；1946–1955 | 豪華旅行車     |
| 320                |      | 1937–1938            | 中型豪華車     |
| 321                |      | 1938–1941；1945–1950 | 中型豪華車     |
| 335                |      | 1939–1941            | 大型豪華車     |
| 340                |      | 1949–1955            | 大型豪華車     |
| 501                |      | 1952–1962            | 中型豪華車     |
| Isetta             |      | 1953–1962            | 迷你車         |
| 503                |      | 1956–1959            | 豪華旅行車     |
| 507                |      | 1956–1959            | 開蓬車         |
| 700                |      | 1959–1965            | 緊湊型轎車     |
| 3200 CS            |      | 1962–1965            | 豪華旅行車     |
| New Class          |      | 1962–1972            | 中型豪華車     |
| 02系列             |      | 1966–1977            | 緊湊型豪華轎車 |
| E9                 |      | 1968–1975            | 豪華旅行車     |
| E3                 |      | 1968–1977            | 大型豪華車     |
| M1                 |      | 1978–1981            | 跑車           |
| Z1                 |      | 1989–1991            | 開蓬車         |
| 8系列（E31）       |      | 1989–1999            | 豪華旅行車     |
| 3系緊湊型（E36/5） |      | 1993–2000            | 緊湊型轎車     |
| Z3                 |      | 1995–2002            | 開蓬車         |
| Z3 M Coupé         |      | 1998-2002            | 轎跑車         |
| 3系緊湊型（E46/5） |      | 2000-2005            | 緊湊型轎車     |

## 活動

### 競技

#### 汽車

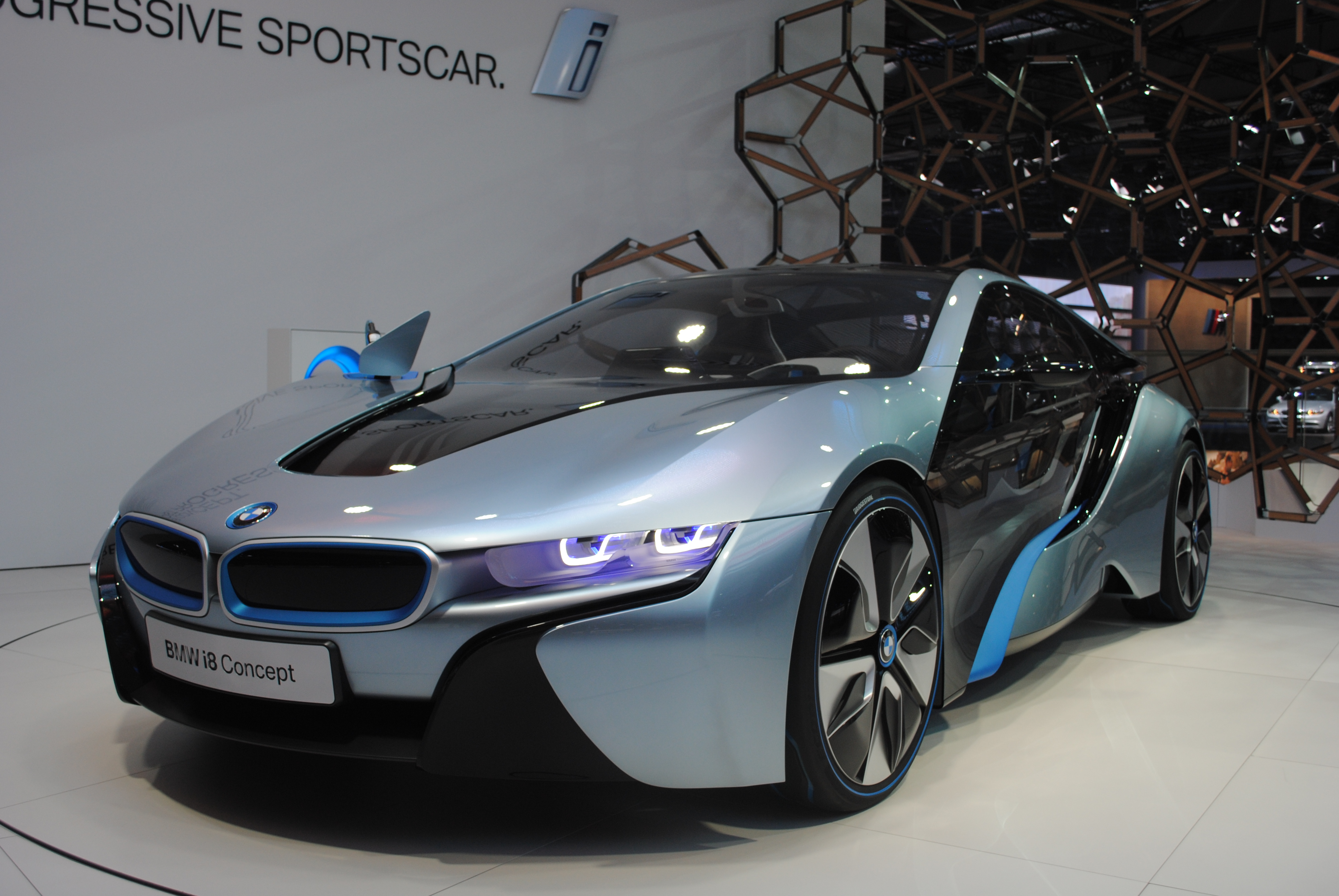
BMW i8

BMW車廠一直以來都非常積極地參與世界各地的許多賽車活動，其中層級與投資最高的莫過於斥資參與一級方程式賽車活動，該廠曾經是威廉姆斯車隊（英語：Team BMW-Williams）的主要贊助商與引擎供應商，但是2005年時，由於理念上的不同，所以結束了合作關係。在2005年中，BMW買下了彼得·索伯（Peter Sauber）的私人車隊，並於2006年起改為車廠自有的廠隊BMW索伯車隊參予角逐，但已於2009年賽季結束後退出比賽。

#### 馬匹競賽

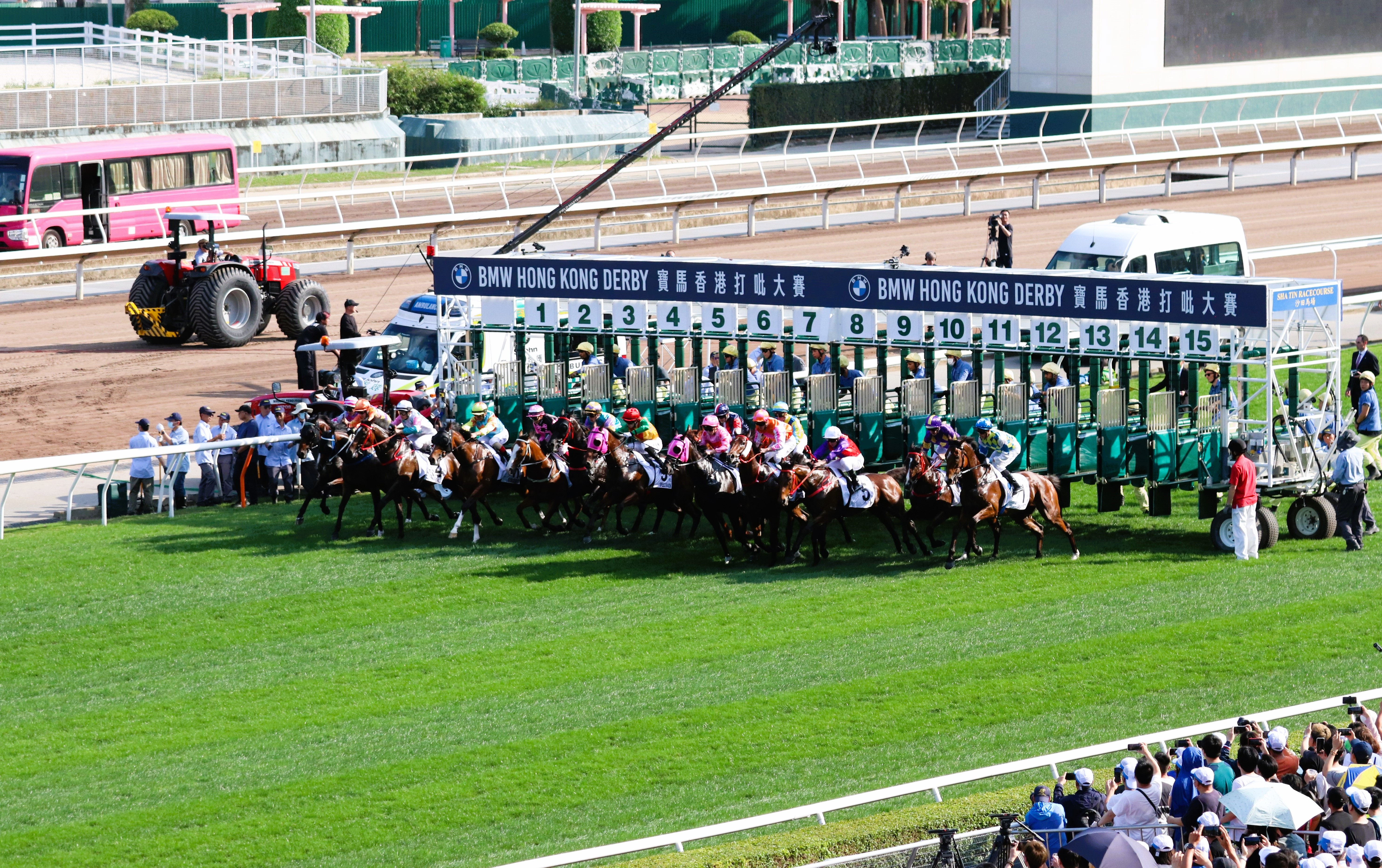
2024年寶馬香港打吡大賽馬匹出閘

BMW車廠於2013年起贊助香港賽馬會舉辦的「寶馬香港打吡大賽」，並邀得香港著名影視明星甄子丹擔任「寶馬香港打吡大使」，負責宣傳香港打吡大賽、介紹參賽馬匹，以及頒獎予賽事勝出單位。

### The Hire
另外，BMW在2001年時開始了拍攝《The Hire》系列的短片以宣傳自家品牌的汽車，刺激銷量。
於2016年，BMW續拍了《The Hire》系列，並取名新一季為《The Escape》，重點宣傳5系。

### 電影贊助
除此之外，BMW也曾大量提供新車協助電影系列部份續集的拍攝，包括第17集《黃金眼》（GoldenEye）中的BMW Z3敞篷跑車，第18集《明日帝國》（Tomorrow Never Dies）中的BMW 750i轎車、BMW R1200重型機車與Land Rover Discovery越野車（當時Land Rover仍屬於BMW集團一部份），汤姆·克鲁斯主演的《不可能的任務4》中的宝马X3、Z4和i8,以及第19集《縱橫天下》（The World Is Not Enough）的BMW Z8跑車。BMW此舉被視為是置入性行銷的經典範例之一，但也因為在電影中過分強調BMW車輛的存在，遭許多影評及影迷批評過份商業化而扭曲了影片的整體質感。附註一提的是，BMW並沒有繼續贊助007第20集《誰與爭鋒》（Die Another Day）的車輛使用，而是由福特汽車旗下所屬的幾個汽車品牌福特、與阿斯顿·馬丁取而代之。
電影《玩命快遞》中用BMW E38 735iL來連接整個劇情。

## 中文名稱由來
1968年，BMW正式進駐香港，取中文商標名為「寶馬」。原因古代達官貴人以馬代步，「寶馬香車」是象徵身分的交通工具，南宋辛弃疾的詞青玉案有云「寶馬雕車香滿路，鳳簫聲動，玉壺光轉，一夜魚龍舞。」，正配合BMW的高級汽車形象，又與傳統文化相呼應。而且「寶」及「馬」的音譯亦取自B及M兩個字母。後來到中國大陸、澳門也称为宝马，台灣一般使用原称缩写BMW或以閩南語暱稱為「米漿」（米奶 bí-ling）。
在90年代初期，该品牌曾于中国大陆称作“巴依尔”，在宝马中国与导演宁浩合作制作的微电影“巴依尔的春节”中得到官方确认。而在民间，该品牌常被中国大陆网民根据“BMW”的汉语拼音对应缩写，戏称为“别摸我”。

## 相关争议
2023年上海车展期间，有2名中国女孩在BMW MINI展台询问免费发放的冰淇淋，但工作人员直接回绝没有了，不久后有一名外国人询问展台时，工作人员不仅和其热情交谈，而且拿出冰淇淋。随之引发大量中国网友的批评。随后，BMW MINI多次道歉。经此事BMW欧股市值一夜蒸发24.21亿欧元，折合人民币约183亿。